# Illa de Sai
L'Illa de Sai (àrab: جزيرة صاي, Jazīrat Ṣāy) és una illa del Nil d'uns 11 km de llarg i 5 d'ample, una de les més grans del riu, situada al nord de Dongola i de Kerma, avui al Sudan, entre la segona i la tercera cascada del riu. La localitat més propera és Abri a 9 km al nord. En egipci antic es deia Shaat del que deriva Sai. Té al centre el Djebel Adu i hi ha una fortificació otomana a la riba est del Nil enfront de l'illa.
S'hi han trobat restes paleolítiques, neolítiques, i una necròpolis de la civilització de Kerma, la segona més important després de la de Kerma ciutat. També restes d'una fortificació egípcia de l'Imperi Mitjà (Sesostris III vers 1850 aC), una ciutat egípcia de l'Imperi Nou (vers 1550-1080 aC) i una necròpolis meroítica del grup X o cultura de Ballana. També són visibles les restes d'un palau del bisbe, una catedral i una mesquita i finalment, a la costa, d'una fortalesa otomana (Soliman el magnífic vers 1550).
Les excavacions van començar el 1954 però es van aturar al cap de tres anys per la campanya de salvació dels monuments de Núbia que havien de quedar coberts per la construcció de la resclosa d'Assuan. Es van reprendre el 1969 i no han parat més que de 1978 a 1987. J. Vercoutter va estudiar els llocs visibles, molts de l'edat del bronze però el 1993 es va iniciar un nou projecte multidisciplinari incloent u estudi geomorfològic i arqueològic tant del del Paleolític i Neolític, com de l'edat del Bronze i del Ferro.